# Петър Сърбинов
Петър Сърбинов (на гръцки: Πέτρος Σερμπίνης, Петрос Сербинис) е гъркомански революционер, деец на Гръцката въоръжена пропаганда в Македония от началото на XX век.

## Биография
Петър Сърбинов е роден в преспанското село Буковик, тогава в Османската империя. Формира чета на гръцката въоръжена пропаганда, с която напада български села в Преспа и Корещата и се отбранява в Буковик. Подпомага четата на Йоанис Каравитис при престоя му в този район